# Charles Thurot
Charles Thurot (mit vollständigem Namen François Charles Eugène Thurot; * 23. Februar 1823 in Paris; † 17. Januar 1882 ebenda) war ein französischer Altphilologe und Romanist.

## Leben und Werk
Thurot war Schüler der École normale supérieure (1841) und Agrégé de lettres (1846). Er habilitierte sich mit den beiden Thèses De l’Organisation de l’enseignement dans l’Université de Paris, au Moyen âge, thèse présentée à la Faculté des lettres de Paris (Paris 1950, Frankfurt 1967) und De Alexandri de Villa-Dei Doctrinali ejusque fortuna thesim proponebat Facultati litterarum parisiensi (Paris 1850), wurde 1855 Professor in Clermont-Ferrand und war von 1862 bis 1881 Maître de conférences an der École normale supérieure. Dazu wurde er Directeur d’études für lateinische Philologie an der École pratique des hautes études in Paris, wo ihm sein Schüler Emile Chatelain (1851–1933) nachfolgte. Er war ab 1871 Mitglied der Académie des Inscriptions et Belles-Lettres.
 1876 wurde er als korrespondierendes Mitglied in die Bayerische Akademie der Wissenschaften aufgenommen.
Thurot war in erster Linie Gräzist und Latinist. Seine Kenntnis der alten Sprachen, sowie des Deutschen und Englischen machten ihn zu einem breit informierten Gelehrten, der sich u. a. von Goethe und Friedrich Diez anregen ließ. Romanistisch bedeutend ist seine Untersuchung der Ausspracheinformation in den Schriften der französischen Grammatiker (1881–1883). Gaston Paris sah sie für den Druck durch und sprach von „admirables recherches“.
Charles Thurot war ein Nachkomme des Gräzisten Jean-François Thurot (1768–1832).

## Weitere Werke
- Phédon, ou de l’Immortalité de l’âme, par Platon, texte grec revu sur les meilleures éditions et annoté en français, à l’usage des classes, Paris 1850
- Faculté des lettres de Clermont-Ferrand. Cours de littérature ancienne. Discours d’ouverture, prononcé le 17 janvier 1855, Clermont 1855
- Études sur Aristote, politique, dialectique, rhétorique, Paris 1860
- Extraits de divers manuscrits latins pour servir à l’histoire des doctrines grammaticales au Moyen âge, Paris 1869, Frankfurt 1964
- Epistolae ad familiares. Notice sur un manuscrit du XIIe siècle, Paris 1874
- Mélanges de feu François Thurot. Édité par Charles Thurot. Notice sur la vie et les ouvrages de M. François Thurot, par Pierre-Claude Daunou, Paris 1880
- De la Prononciation française depuis le commencement du XVIe siècle, d’après les témoignages des grammairiens, 2 Bde., Paris 1881–1883, Genf 1966 (fertiggestellt unter Mitwirkung von Emile Chatelain; mit Vorwort von Gaston Paris zum Indexteil in Band 2)
- (zusammen mit Emile Chatelain) Prosodie latine, suivie d’un appendice sur la prosodie grecque, Paris 1882